# Верхняя Сунь
Верхняя Сунь — село в Мамадышском районе Татарстана. Входит в состав Суньского сельского поселения.

## География
Находится на реке Сунь, в 44 км к западу от города Мамадыша.

## История
Известно с 1619 года. В XVIII — первой половине XIX века жители относились к сословию государственных крестьян. Их основные занятия в этот период — земледелие и скотоводство, были распространены лесозаготовительный, лыко-мочальный и бондарный промыслы.
В «Списке населенных мест по сведениям 1859 года», изданном в 1866 году, населённый пункт упомянут как казённая деревня Верхние Суни 2-го стана Мамадышского уезда Казанской губернии. Располагалась при речке Берсуте, на 2-м Чистопольском торговом тракте, в 30 верстах от уездного города Мамадыша и в 10 верстах от становой квартиры в казённой деревне Ахманова (Ишкеево). В деревне, в 155 дворах жили 947 человек (451 мужчина и 496 женщин), была мечеть.
В 1877 году в селе была построена мечеть (сгорела), в 1897 году было возведено новое здание, в 1906—1907 годах на месте обветшавшей была построена новая мечеть (в 1978 г. была разобрана).
В начале XX века в селе действовали мечеть, 2 приходских мектеба (для мальчиков и девочек), 2 водяные мельницы, кузница, красильное заведение, 6 мелочных лавок; по понедельникам проходил базар. В этот период земельный надел сельской общины составлял 1996 десятин.
До 1920 года село входило в Мало-Кирменскую волость Мамадышского уезда Казанской губернии. С 1920 года в составе Мамадышского кантона ТАССР. С 10 августа 1930 года в Мамадышском, с 10 февраля 1935 года в Кзыл-Юлдузском, с 26 марта 1959 года в Мамадышском районах.
В 1930 году в селе был образован первый колхоз. В 1995 году колхоз села был реорганизован в коллективное предприятие «Спартак» (действовало до 2005—2008 гг.).

## Население
| 1782 | 1859 | 1897 | 1920 | 1926 | 1938 | 1949 | 1958 | 1970 | 1979 | 1989 | 2002 | 2010 | 2017 |
| ---- | ---- | ---- | ---- | ---- | ---- | ---- | ---- | ---- | ---- | ---- | ---- | ---- | ---- |
| 193  | 947  | 1439 | 1670 | 2106 | 1555 | 999  | 1069 | 1019 | 922  | 701  | 663  | 520  | 447  |

Национальный состав села — татары.

## Экономика
Жители занимаются полеводством, молочным скотоводством, свиноводством, пчеловодством.

## Инфраструктура
В селе действуют неполная средняя школа (с 1933 г.), дом культуры (клуб открыт в 1932 г.), библиотека (с 1959 г.), детский сад (с 1974 г.), медпункт (с 1955 г.).

## Религия
В 1991 году была построена новая деревянная мечеть, в 2006 году — кирпичная мечеть.